# Archaikweg
Der Archaikweg (italienisch: Sentiero arcaico) ist ein Wanderweg im Nationalpark Stilfserjoch in Südtirol. Er führt von Prad nach Stilfs und folgt weitgehend alten Säumer- und Karrenwegen, die auch als Wormisionssteige bezeichnet werden. Sie wurden jahrhundertelang zum Übergang vom Südtiroler Etschtal über das Stilfser Joch ins Veltlin genutzt. An mehreren Stellen sind alte Karrenspuren im Felsgrund deutlich sichtbar.

## Wegführung
Der markierte Wanderweg (Wegnummer 11) beginnt in Prad und führt über Agums und den Patzleid-Hof nach Stilfs. Er überwindet fast 600 Höhenmeter und erreicht in Gaschlin mit 1430 Metern seinen höchsten Punkt. Der Weg ist durchgehend wenig steil angelegt und an keiner Stelle ausgesetzt oder schwierig. Je nach Kondition benötigt man 2–3 Stunden, wenn man ihn bergauf geht.

## Historische Spuren
An mehreren Stellen sind mittelalterliche Karrenspuren sichtbar, die durch einachsige, zweirädrige Karren mit Eisenräder in Jahrhunderten in den Fels gefräst wurden. Der Weg wurde bis ins Mittelalter zum Auf- und Abstieg über das Stilfser Joch genutzt. Am Gaschlin genannten Sattel hat sich 2000 v. Chr. eine prähistorische Siedlung befunden. Entlang des Weges befinden sich mehrere dreisprachige Tafeln, die den historischen Kontext erläutern.